# Complete Album Box
『Complete Album Box』（コンプリート・アルバム・ボックス）は、吉川晃司のボックス・セット。2014年5月28日 にワーナーミュージック・ジャパンよりリリースされた。

## 概要
吉川晃司のデビュー30周年記念として発売されたボックス・セット。
25枚のアルバムは全て紙ジャケット仕様になっており、過去アナログ盤で発売されたアルバムは、歌詞カード、帯、シュリンクステッカー等、当時のアルバムの仕様が再現されている。
DISC1からDISC18はオリジナル・アルバムとしてリリースされた18作品を収録。
DISC19からDISC25はミニ・アルバムとしてリリースされた4作品・企画盤としてリリースされた12inchシングル3作品をボーナス・ディスクとして収録。
2002年にミニ・アルバム仕様で発売された『The Gundogs』は、本作には未収録。
30年間のライブをデータベース化したライブ・ヒストリー・ブックが付属している。

## 収録曲
各アルバムの収録曲および曲順は各リンク先を参照
DISC01：『パラシュートが落ちた夏』
DISC02：『LA VIE EN ROSE』
DISC03：『INNOCENT SKY』
DISC04：『MODERN TIME』
DISC05：『A-LA-BA・LA-M-BA』
DISC06：『GLAMOROUS JUMP』
DISC07：『LUNATIC LION』
DISC08：『Shyness Overdrive』
DISC09：『Cloudy Heart』
DISC10：『FOREVER ROAD』
DISC11：『BEAT∞SPEED』
DISC12：『HEROIC Rendezvous』
DISC13：『HOT ROD』
DISC14：『PANDORA』
DISC15：『Jellyfish & Chips』
DISC16：『TARZAN』
DISC17：『Double-edged sword』
DISC18：『SAMURAI ROCK』
DISC19：『KATANA FISH』
DISC20：『I WRITE THE SONGS』
DISC21：『WINTER GREETING』
DISC22：『エンジェルチャイムが鳴る夜に』
DISC23：『MAIN DISH』
DISC24：『Can't you hear the RAIN DANCE』
DISC25：『NERVOUS VENUS』